# Rhythm of the Night
Albums de DeBarge
In a Special Way
(1983) Greatest Hits
(1986)
Singles
1. Rhythm of the Night
Sortie : 23 février 1985
2. Who's Holding Donna Now
Sortie : 15 avril 1985
3. You Wear It Well
Sortie : 13 août 1985
4. The Heart Is Not So Smart
Sortie : 27 mai 1986

Pour les articles homonymes, voir Rhythm of the Night (homonymie).
Rhythm of the Night est le quatrième album studio de DeBarge, sorti le 14 mars 1985.
L'album s'est classé 3e au Top R&B Albums et 19e au Billboard 200 et a été certifié disque d'or par la Recording Industry Association of America (RIAA) le 8 mai 1985.

## Liste des titres
| No | Titre                          | Auteur                                   | Durée |
| -- | ------------------------------ | ---------------------------------------- | ----- |
| 1. | Prime Time                     | Clif Magness, Glen Ballard, Jay Graydon  | 4:27  |
| 2. | The Heart Is Not So Smart      | Diane Warren                             | 4:36  |
| 3. | Who's Holding Donna Now        | David Foster, Jay Graydon, Randy Goodrum | 4:27  |
| 4. | Give It Up                     | Jay Graydon, Randy Goodrum, Tom Canning  | 4:19  |
| 5. | Single Heart                   | Giorgio Moroder, Pete Bellotte           | 3:33  |
| 6. | You Wear It Well               | Chico DeBarge, El DeBarge                | 4:45  |
| 7. | The Walls (Came Tumbling Down) | El DeBarge, Tony Redic                   | 6:45  |
| 8. | Share My World                 | Bobby DeBarge, Bunny DeBarge, El DeBarge | 5:36  |
| 9. | Rhythm of the Night            | Diane Warren                             | 3:49  |

## Personnel

### DeBarge
- El DeBarge : chant, claviers, batterie, percussions
- Mark DeBarge : percussions, chœurs
- Tommy DeBarge : basse
- Bunny DeBarge : chant, chœurs
- James DeBarge : chant, chœurs
- Randy DeBarge : chœurs

### Musiciens additionnels
- Tony B. Feedback, Carlos Vega, Paulinho Da Costa, Ricky Lawson, John Robinson : batterie, percussions
- John Keane, Mike Baird, Andy Narell : percussions
- Jay Graydon : guitares, synthétiseurs
- Jesse Johnson, Paul Jackson, Jr., Dann Huff : guitares
- Giorgio Moroder, Clif Magness, Glen Ballard, Marcus Ryle, Michael Omartian, Steven George, Robbie Buchanan, Steve Porcaro, David Foster, Jeff Lorber, Howie Rice, Steve Mitchell : claviers, synthétiseurs
- Abraham Laboriel, James Jamerson, Nathan East : basse

## Classements hebdomadaires
| Classement (1985)                   | Meilleure position |
| ----------------------------------- | ------------------ |
| États-Unis (Billboard 200)          | 19                 |
| États-Unis (Top R&B/Hip-Hop Albums) | 3                  |
| Pays-Bas (Mega Album Top 100)       | 41                 |
| Nouvelle-Zélande (RIANZ)            | 21                 |
| Royaume-Uni (UK Albums Chart)       | 94                 |